# Équipe d'Italie de rugby à XV à la Coupe du monde 2015
L'équipe d'Italie de rugby à XV participe à la coupe du monde de rugby à XV 2015, sa huitième participation en autant d'épreuves.

## Préambule
L'équipe d'Italie de rugby à XV participe à la Coupe du monde depuis sa création mais elle n'a jamais dépassé le stade des matchs de poule.
Au 24 août 2015, elle est quinzième au classement des équipes nationales de rugby.

## Effectif
Le Français Jacques Brunel, sélectionneur de l'équipe italienne, annonce le 26 août sa liste de 31 joueurs. Après la blessure de Luca Morisi lors du dernier match de préparation contre le pays de Galles, Brunel rappelle Enrico Bacchin pour le remplacer.
| Entraîneur | Entraîneur             | Jacques Brunel                                                                                   |
| Avants     | Pilier                 | Matias Aguero, Martin Castrogiovanni, Dario Chistolini, Lorenzo Cittadini, Michele Rizzo         |
| Avants     | Talonneur              | Leonardo Ghiraldini, Davide Giazzon, Andrea Manici                                               |
| Avants     | Deuxième ligne         | Quintin Geldenhuys, Joshua Furno, Valerio Bernabo, Marco Fuser                                   |
| Avants     | Troisième ligne aile   | Mauro Bergamasco, Alessandro Zanni, Francesco Minto, Samuela Vunisa                              |
| Avants     | Troisième ligne centre | Sergio Parisse                                                                                   |
| Arrières   | Demi de mêlée          | Edoardo Gori, Guglielmo Palazzani, Marcello Violi                                                |
| Arrières   | Demi d'ouverture       | Tommaso Allan, Carlo Canna                                                                       |
| Arrières   | Centre                 | Enrico Bacchin, Andrea Masi, Michele Campagnaro, Luca Morisi , Tommaso Benvenuti, Gonzalo García |
| Arrières   | Ailier                 | Angelo Esposito, Giovanbattista Venditti, Leonardo Sarto                                         |
| Arrières   | Arrière                | Luke McLean                                                                                      |

En 2015, l'encadrement technique est composé de la manière suivante :
- Jacques Brunel : Entraîneur[4].
- Philippe Bérot : Entraîneur des arrières[5].
- Giampiero de Carli : Entraîneur des avants[6].

## La préparation
L'équipe d'Italie dispute trois matchs de préparation contre l'Écosse (aller retour) et le pays de Galles. 
| 22 août 2015 20 h 00 | Italie                                                | 12 – 16 (9 - 9) | Écosse                                                                                     | Stade olympique, Turin Arbitre : JP Doyle |
| 22 août 2015 20 h 00 | Pénalité(s) : Garcia (18e), Allan 3 (25e, 40e+1, 62e) |                 | Essai(s) : Pyrgos (74e) Transformation(s) : Weir (75e) Pénalité(s) : Weir 3 (4e, 13e, 20e) | Stade olympique, Turin Arbitre : JP Doyle |
| 22 août 2015 20 h 00 |                                                       |                 |                                                                                            | Stade olympique, Turin Arbitre : JP Doyle |

| 29 août 2015 15 h 15 | Écosse | 48 – 7 (23 - 7) | Italie | Murrayfield Stadium, Édimbourg Arbitre : Romain Poite |
| 29 août 2015 15 h 15 | Essai(s) : Lamont 2 (9e, 62e), Barclay (39e), Visser 2 (48e, 72e), Bennett (80e) Transformation(s) : Laidlaw 2 (10e, 39e) Russell (73e) Pénalité(s) : Laidlaw 4 (5e, 23e, 27e, 56e) |                 | Essai(s) : Campagnaro (30e) Transformation(s) : Allan (31e) Carton(s) jaune(s) : Minto (38e), Rizzo (69e) | Murrayfield Stadium, Édimbourg Arbitre : Romain Poite |
| 29 août 2015 15 h 15 | |                 | | Murrayfield Stadium, Édimbourg Arbitre : Romain Poite |

| 5 septembre 2015 17 h 00 | Pays de Galles                                                                        | 23 – 19 | Italie                                                                                    | Millennium Stadium (Cardiff) 52 981 spectateurs Arbitre : George Clancy |
| 5 septembre 2015 17 h 00 | Essai(s) : North (12e) Pénalité(s) : Halfpenny (28e, 48e, 61e, 64e, 68e) Biggar (74e) |         | Essai(s) : Sarto (2e) Palazzani (80e) Pénalité(s) : Allan (9e, 31e) Drop(s) : Canna (62e) | Millennium Stadium (Cardiff) 52 981 spectateurs Arbitre : George Clancy |
| 5 septembre 2015 17 h 00 |                                                                                       |         |                                                                                           | Millennium Stadium (Cardiff) 52 981 spectateurs Arbitre : George Clancy |

## Parcours en coupe du monde
Conformément au tirage au sort effectué le 3 décembre 2012 à Londres, l'Italie (Chapeau 3), fait partie de la poule D de la Coupe du monde 2015, avec les équipes de France (Chapeau 1), d'Irlande (Chapeau 2), du Canada (Chapeau 4) et de Roumanie (Chapeau 5). Les deux premières se qualifient pour les quarts de finale de la compétition, la troisième est qualiifiée pour la Coupe du monde 2019.

### Poule D
| Rang | Pays     | J | V | N | D | Bo | Bd | Pm  | Pe  | Diff | Pts |
| ---- | -------- | - | - | - | - | -- | -- | --- | --- | ---- | --- |
| 1    | Irlande  | 4 | 4 | 0 | 0 | 2  | 0  | 134 | 35  | +99  | 18  |
| 2    | France   | 4 | 3 | 0 | 1 | 2  | 0  | 120 | 63  | +57  | 14  |
| 3    | Italie   | 4 | 2 | 0 | 2 | 1  | 1  | 74  | 88  | -14  | 10  |
| 4    | Roumanie | 4 | 1 | 0 | 3 | 0  | 0  | 60  | 129 | -69  | 4   |
| 5    | Canada   | 4 | 0 | 0 | 4 | 0  | 2  | 58  | 131 | -73  | 2   |

#### France - Italie
(mt : 15 - 3)
Homme du match :  Louis Picamoles
Points marqués :
- France : 2 essais de Slimani (44e) et Mas (69e) ; 2 transformations de Michalak (45e, 70e) ; 6 pénalités de Michalak (7e, 11e, 28e, 39e, 42e) et Spedding (38e)

- Italie : 1 essai de Venditti (52e) ; 1 transformation de Allan (53e) ; 1 pénalité de Allan (34e)

Évolution du score : 3-0, 6-0, 9-0, 9-3, 12-3, 15-3, 18-3, 25-3, 25-10, 32-10 
Arbitre :  Craig Joubert
Résumé
| France · Titulaires · 15 Scott Spedding · 14 Yoann Huget 55e · 13 Alexandre Dumoulin · 12 Mathieu Bastareaud · 11 Noa Nakaitaci · 10 Frédéric Michalak 76e · 9 Sébastien Tillous-Borde 57e · 8 Louis Picamoles 66e · 7 Thierry Dusautoir (cap.) · 6 Damien Chouly · 5 Pascal Papé · 4 Yoann Maestri 69e · 3 Rabah Slimani 63e · 2 Guilhem Guirado 61e 66e 74e · 1 Eddy Ben Arous 61e · Remplaçants · 16 Benjamin Kayser 61e 66e 74e · 17 Vincent Debaty 61e · 18 Nicolas Mas 63e · 19 Bernard Le Roux 66e · 20 Alexandre Flanquart 69e · 21 Morgan Parra 57e · 22 Rémi Tales 76e · 23 Gaël Fickou 55e · Entraîneur · Philippe Saint-André |  | Italie · Titulaires · Luke McLean 15 · Giovanbattista Venditti 14 · Michele Campagnaro 13 · 11e Andrea Masi 12 · Leonardo Sarto 11 · 79e Tommaso Allan 10 · 71e Edoardo Gori 9 · Samuela Vunisa 8 · 61e Francesco Minto 7 · Alessandro Zanni 6 · Quintin Geldenhuys 5 · 71e Joshua Furno 4 · 50e Martin Castrogiovanni 3 · 63e Leonardo Ghiraldini 2 · 50e Matias Aguero 1 · Remplaçants · 63e Andrea Manici 16 · 50e Michele Rizzo 17 · 50e Lorenzo Cittadini 18 · 71e Valerio Bernabo 19 · 61e Simone Favaro 20 · 71e Guglielmo Palazzani 21 · 79e Carlo Canna 22 · 11e Enrico Bacchin 23 · Entraîneur · Jacques Brunel |

#### Italie - Canada
(mt : 13 - 10)
Homme du match :  DTH van der Merwe
Points marqués :
- Italie : 2 essais de Rizzo (17e) et García (58e) ; 2 transformations de Allan (18e, 59e) ; 3 pénalités de Allan (25e, 40e, 80e)
- Canada : 2 essais de van der Merwe (15e) et Evans (44e) ; 1 transformation de Hirayama (16e) ; 2 pénalités de Hirayama (14e, 72e)

Évolution du score : 0-3, 0-10, 7-10, 10-10, 13-10, 13-15, 20-15, 20-18, 23-18
Arbitre :  George Clancy
Résumé
| Italie · Titulaires · 15 Luke McLean · 14 Leonardo Sarto · 13 Tommaso Benvenuti 59e · 12 Gonzalo García 73e · 11 Giovanbattista Venditti · 10 Tommaso Allan 32e 40e · 9 Edoardo Gori · 8 Samuela Vunisa 58e · 7 Francesco Minto · 6 Alessandro Zanni · 5 Joshua Furno · 4 Quintin Geldenhuys 79e · 3 Lorenzo Cittadini 47e · 2 Leonardo Ghiraldini (cap.) 59e · 1 Michele Rizzo 47e · Remplaçants · 16 Davide Giazzon 59e · 17 Matías Agüero 47e · 18 Martín Castrogiovanni 47e · 19 Marco Fuser 79e · 20 Mauro Bergamasco 58e · 21 Guglielmo Palazzani 73e · 22 Carlo Canna 32e 40e · 23 Michele Campagnaro 59e · Entraîneur · Jacques Brunel |  | Canada · Titulaires · Matt Evans 15 · Phil MacKenzie 14 · Ciaran Hearn 13 · 14e Connor Braid 12 · DTH van der Merwe 11 · 73e Nathan Hirayama 10 · 56e Jamie MacKenzie 9 · (cap.) Tyler Ardron 8 · John Moonlight 7 · 59e Nanyak Dala 6 · 72e Jamie Cudmore 5 · Jebb Sinclair 4 · 65e Doug Wooldrigde 3 · 58e Ray Barkwill 2 · 56e Hubert Buydens 1 · Remplaçants · 58e Aaron Carpenter 16 · 56e Djustice Sears-Duru 17 · 65e Andrew Tiedemann 18 · 72e Evan Olmstead 19 · 59e Kyle Gilmour 20 · 56e Phil Mack 21 · 14e Conor Trainor 22 · 73e Harry Jones (en) 23 · Entraîneur · Kieran Crowley |

#### Irlande - Italie
(mt : 10 - 6)
Homme du match :  Iain Henderson
Points marqués :
- Irlande : 1 essai de Earls (19e) ; 1 transformation de Sexton (20e) ; 3 pénalités de Sexton (9e, 58e, 62e)
- Italie : 3 pénalités de Tommaso Allan (15e, 24e, 52e)

Évolution du score : 3-0, 3-3, 10-3, 10-6, 10-9, 13-9, 16-9
Arbitre :  Jérôme Garcès
Résumé
| Irlande · Titulaires · 15 Simon Zebo · 14 Tommy Bowe · 13 Keith Earls 76e · 12 Robbie Henshaw · 11 David Kearney · 10 Jonathan Sexton · 9 Conor Murray · 8 Jamie Heaslip · 7 Sean O'Brien 67e · 6 Peter O'Mahony 72e à 80e · 5 Paul O'Connell (cap.) · 4 Iain Henderson 67e · 3 Mike Ross 59e · 2 Rory Best 70e · 1 Jack McGrath 59e · Remplaçants · 16 Sean Cronin 70e · 17 Cian Healy 59e · 18 Nathan White 59e · 19 Devin Toner 67e · 20 Chris Henry 67e · 21 Eoin Reddan · 22 Ian Madigan · 23 Luke Fitzgerald 76e · Entraîneur · Joe Schmidt |  | Italie · Titulaires · Luke McLean 15 · Leonardo Sarto 14 · Michele Campagnaro 13 · 4e Gonzalo García 12 · Giovanbattista Venditti 11 · 65e Tommaso Allan 10 · 76e Edoardo Gori 9 · 65e (cap.) Sergio Parisse 8 · 67e Simone Favaro 7 · Francesco Minto 6 · Joshua Furno 5 · Quintin Geldenhuys 4 · 62e Lorenzo Cittadini 3 · 40e Andrea Manici 2 · 62e 72e Matías Agüero 1 · Remplaçants · 40e Davide Giazzon 16 · 62e 72e Michele Rizzo 17 · 62e Dario Chistolini 18 · 65e Alessandro Zanni 19 · 67e Mauro Bergamasco 20 · 76e Guglielmo Palazzani 21 · 65e Carlo Canna 22 · 4e Tommaso Benvenuti 23 · Entraîneur · Jacques Brunel |

#### Italie - Roumanie
(mt : 22 - 3)
Homme du match :  Edoardo Gori
Points marqués :
- Italie : 4 essais de Sarto (10e), Gori (24e), Allan (39e) et Zanni (46e) ; 3 transformations de Allan (25e, 40e, 48e) ; 2 pénalités de Allan (16e, 70e)
- Roumanie : 3 essais de Apostol (66e, 79e) et Poparlan (75e) ; 2 transformations de Vlaicu (67e, 76e) ; 1 pénalité de Vlaicu (5e)

Évolution du score : 0-3, 5-3, 8-3, 15-3, 22-3, 29-3, 29-10, 32-10, 32-17, 32-22
Arbitre :  Romain Poite
Touche :  George Clancy et  Mathieu Raynal

Vidéo :  Ben Skeen
Résumé
| Italie · Titulaires · 15 Luke McLean 64e · 14 Leonardo Sarto · 13 Michele Campagnaro 35e · 12 Tommaso Benvenuti · 11 Giovanbattista Venditti · 10 Tommaso Allan · 9 Edoardo Gori 68e · 8 Alessandro Zanni · 7 Simone Favaro 64e · 6 Francesco Minto · 5 Joshua Furno 75e · 4 Quintin Geldenhuys (cap.) · 3 Lorenzo Cittadini 56e · 2 Andrea Manici 56e · 1 Matías Agüero 56e · Remplaçants · 16 Davide Giazzon 56e · 17 Alberto De Marchi 56e · 18 Dario Chistolini 56e · 19 Valerio Bernabò 75e · 20 Samuela Vunisa 64e · 21 Guglielmo Palazzani 64e · 22 Carlo Canna 68e · 23 Enrico Bacchin 35e · Entraîneur · Jacques Brunel |  | Roumanie · Titulaires · Cătălin Fercu 15 · Mădălin Lemnaru 14 · Paula Kinikinilau 13 · Florin Vlaicu 12 · 64e Ionuț Botezatu 11 · 40e Michael Wiringi 10 · 60e Valentin Calafeteanu 9 · Daniel Carpo 8 · 56e Viorel Lucaci 7 · 48e 56e (cap.) Valentin Ursache 6 · 16e à 26e 55e Johannes van Heerden 5 · Valentin Poparlan 4 · 40e Ion Paulică 3 · 58e Ion Paulică 2 · 66e Mihai Lazăr 1 · Remplaçants · 58e Andrei Rădoi 16 · 40e Andrei Ursache 17 · 66e Horațiu Pungea 18 · 55e Marius Antonescu 19 · 48e Stelian Burcea 20 · 60e Tudorel Bratu 21 · 64e Adrian Apostol 22 · 40e Minya Csaba Gal 23 · Entraîneur · Lynn Howells |

### Meilleurs marqueurs d'essais italiens
1. Tommaso Allan, Edoardo Gori, Gonzalo García, Michele Rizzo, Leonardo Sarto, Giovanbattista Venditti et Alessandro Zanni avec 1 essai.

### Meilleur réalisateur italien
1. Tommaso Allan, 44 points (1 essai, 6 transformations, 9 pénalités)